# Sophia Jex-Blake
(Motto di Sophia Jex-Blake)
Sophia Louisa Jex-Blake (Hastings, 21 gennaio 1840 – 7 febbraio 1912) è stata un medico inglese.

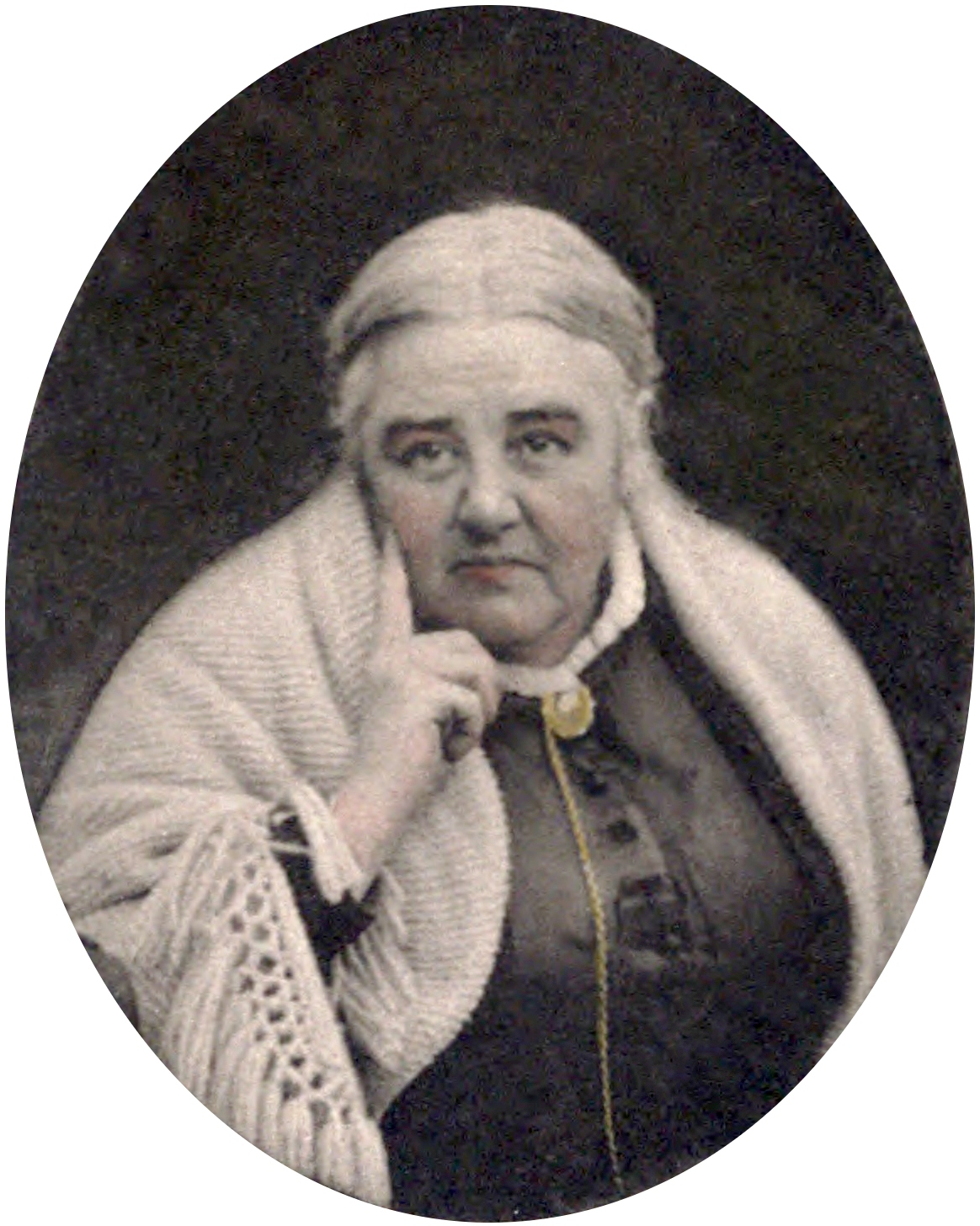
Dottoressa Sophia Jex-Blake

Fu una delle prime donne medico del Regno Unito d'Inghilterra e Irlanda, una delle principali lottatrici per l'educazione medica delle donne e fu coinvolta nella fondazione di due scuole mediche per donne, a Londra e ad Edimburgo, luogo in cui diede avvio ad un Ospedale di donne.

## Carriera Iniziale
Sophia Jex-Blake nacque al numero 3 di Via Croft Place ad Hastings, in Inghilterra il 21 gennaio 1840, figlia di un avvocato in pensione Thomas Jex-Blake, supervisore al Doctor's Common (uno studio legale per i diritti civili), e Mary Cubitt. Frequentò varie scuole private nel Sud dell'Inghilterra e nel 1858 fu immatricolata al Queen's College, una scuola femminile di formazione per insegnanti a Londra. Dopo soli due mesi che si trovava al Queen's, ricevette l'offerta di fare da tutor in matematica, ruolo che ricoprì fino al 1861, vivendo per due anni presso la famiglia di Octavia Hill (che fu tra i fondatori della Charity Organization Society), con la quale strinse un'intensa amicizia. Oltre a questo lavoro, si dedicò anche all'insegnamento della contabilità presso la “Society for the Employment of Women”, ed ebbe una classe di bambini in Great Ormond Street.  Lavorò sempre senza compenso: la sua famiglia non voleva che si guadagnasse da vivere e difatti suo padre le proibì di accettare un salario. 
(Mr. Thomas Jex-Blake.)
Nel 1861 fu ammessa ad Edimburgo nella Edinburgh Ladies Education Association, periodo in cui Sophia si impegnò fortemente per superare la rottura del rapporto con Octavia Hill. Elizabeth Garret, che Sophia aveva già conosciuto a Londra, era lì ad introdurre gli insegnamenti medici nell'Università. La Jex-Blake la supportò in questo impegno frustrante, imparando le difficoltà che si presentavano alle aspiranti donne medico specie dopo la stipulazione del Medical Act del 1858. Nel 1862 Sophia fece un viaggio in Germania per studiare il sistema educativo di quello stato e fu assunta come insegnante al Gran Ducal Institute for Women a Mannheim, dove rimase solo un anno per poi tornare a casa.

## Stati Uniti
Nel 1865 Sophia partì alla volta degli Stati Uniti per imparare di più circa il sistema educativo statunitense. Visitò varie scuole e fu fortemente influenzata dagli sviluppi della co-educazione negli Stati Uniti d'America pubblicando difatti in un secondo momento "A Visit to Some American Schools and Colleges". Al New England Hospital for Women and Children di Boston incontrò una delle donne pioniere della medicina, Lucy Sewall. L'amicizia tra le due fu importante in quanto avvicinò Sophia al mondo medico: pur non avendo nessun tipo di formazione medica, lavorò in ospedale gestendo la contabilità e la farmacia e imparando numerosi lavori ospedalieri in particolare quelli legati alle malattie delle donne. Fu proprio questa esperienza a far sì che la Jex-Blake intraprendesse la carriera medica.
Fece domanda di assunzione ad Harvard nel 1867 con Susan Dimock, una tirocinante del New England Hospital, ma fu respinta. L'anno seguente nonostante il desiderio di frequentare il nuovo college medico fondato da Elizabeth Blackwell a New York dovette rientrare in Inghilterra a causa della morte di suo padre. Dal momento che nessuna scuola medica inglese era pronta ad accettare studentesse di sesso femminile, lottò duramente per persuadere la Edinburgh University ad ammetterla finalmente nel 1869. In questo anno la sua composizione "Medicine as a profession for women" comparve nel libro edito da Josephine Butler: "Women's Work and Women's Culture". In esso Sophia discuteva sul fatto che le donne medico erano necessarie per “coloro del loro stesso sesso che ne avessero bisogno”: non smise mai di pensare che il suo ruolo di donna medico era di curare le altre donne e i loro bambini.

## Lotta per diventare un medico
Dopo un ripensamento circa l'ammissione di Sophia Jex-Blake, nel 1870 Sophia e altre quattro donne firmarono l'immatricolazione alla Edinburgh University, sebbene fossero loro stesse a finanziare le lezioni che ricevevano separatamente dagli altri studenti. Nonostante i diversi sostenitori, incontrarono molte opposizioni dai docenti, dagli studenti e dalla gente della città. Nel novembre di quello stesso anno il conflitto si trasformò addirittura in rissa perché alle ragazze era negato completare la loro carriera medica.
Finalmente la loro lotta arrivò in Parlamento, grazie ad un solidale deputato, Russell Gurney, che propose un disegno di legge che permettesse a tutte le scuole della Gran Bretagna di ammettere le donne e consentire loro di ottenere il certificato di laurea. La prima organizzazione a trarre vantaggio della nuova legge fu il College of Physicians of Ireland, ma prima che la Jex-Blake si rivolgesse ad essi, passò l'esame all'Università di Berna dove le fu conferita la laurea in medicina nel 1876. Nel 1877 ebbe ulteriori successi a Dublino, dove ottenne la qualifica di "Diplomata del King's and Queen's College dell'Irlanda" il che equivaleva a dire il poter finalmente iscriversi al General Medical Council, diventando la terza donna medico registrata nel paese.

## Carriera
Nel 1874 Sophia ebbe il ruolo di cofondatrice, insieme ad Elizabeth Garrett Anderson, della London School of Medicine for Women.
La speranza di Sophia di prendere il ruolo di Segretaria alla London School fu spenta quando Isabel Thorne fu scelta come una persona più adatta e diplomatica per quel ruolo. Così tornò ad Edimburgo dove aprì una piccola clinica per le donne povere che, nel 1885, con l'aggiunta di alcuni letti, divenne l'Edinburgh Hospital and Dispensary for Women and Children. Sophia rimase comunque un'attiva sostenitrice delle studentesse medico, che erano ancora costrette a frequentare classi separate alla Edinburgh University.
Nel 1881 sua madre morì e Sophia fu tanto addolorata da avere un periodo di solitaria depressione in cui si allontanò dal suo lavoro.
La sua tenacia e determinazione la portarono nel 1886 a fondare la Edinburgh School of Medicine for Women, diretta e gestita interamente da lei. Sophia si impegnò affinché il Leith Hospital accogliesse le sue studentesse al fine di poter dare loro una preparazione completa e, per di più, nel 1888 fu riconosciuta come docente di Ostetricia e Malattie delle donne.
Una delle sue più illustri allieve fu Jessie MacLaren MacGregor, che diede un contributo notevole alla causa delle donne in difficoltà economiche. Fu una delle prime donne a ricevere un MD dall'Università di Edimburgo nel 1899. Insieme a Elsie Inglis fu determinante nella creazione della Muir Hall of Residence for Women Students in Edimburgo e l'Hospice, una casa di cura e un ospedale per la maternità per le donne povere.
Tuttavia presto insorsero le difficoltà legate sia al rigido carattere della Jex-Blake che la portò a diversi scontri con delle studentesse, sia per problemi di natura economica. L'apertura di due nuovi college a Glasgow portò via una buona parte delle studentesse. Nel 1898 la Edinburgh School of Medicine for Women fu chiusa a causa di un numero troppo ridotto di iscritti e molti debiti accumulati.
Nel 1892 finalmente la Edinburgh University aprì le sue porte alle donne e nel 1894 ad esse fu concesso di laurearsi nella Facoltà di Medicina.
Dopo la chiusura della sua scuola, Sophia continuò fino all'anno successivo a praticare la sua professione privatamente e, nel 1899, andò in pensione. Iniziò a vivere con Margaret Todd, studentessa di medicina vent'anni più giovane di Sophia, che lascerà gli studi per dedicarsi interamente alla vita con la Jex-Blake. Nei suoi ultimi anni soffrì di numerosi attacchi di cuore che la portarono alla morte il 7 gennaio 1912. Sophia lasciò tutto il suo patrimonio a Margaret, inclusi tutti i suoi fogli personali grazie a cui la Todd scrisse The life of Sophia Jex-Blake, pubblicato nel 1918. Pochi mesi dopo l'uscita del libro, all'età di 58 anni Margaret Todd si suicidò.
L'Università di Edimburgo adesso commemora Sophia Jex-Blake con una targa vicino all'entrata del reparto medico, onorandola come "Medico, Pioniera dell'educazione medica per le donne di Edimburgo e Alunna dell'Università."

## Opere
- Jex-Blake, Sophia, A Visit to Some American Schools and Colleges, London, Macmillan and Company, 1867.
- Jex-Blake, Sophia, Medical Women: A Thesis and a History, 1872.
- Jex-Blake, Sophia, The Practice of Medicine by Women, 1876. - scritto con Edith Pechey e Isabel Thorne
- Jex-Blake, Sophia, Puerperal Fever: an Inquiry into its Nature and Treatment: A Graduation Thesis, 1877.
- Jex-Blake, Sophia, The Care of Infants: A Manual for Mothers and Nurses, London, Macmillan and Company, 1884.